# پوخاچوو
پوخاچوو (به لهستانی:  Puchaczów) یک روستا در لهستان است که در گمینا پوخاچوو واقع شده‌است.